# 克拉克·L·赫爾
克拉克·莱昂纳多·赫尔（Clark Leonard Hull，1884年5月24日—1952年5月10日），美国著名心理学家，新行为主义代表人物之一。
赫尔出生于纽约州阿克伦市，家境贫穷，多次辍学，直到16岁才开始接受正规教育。1908年，他又不幸患上小儿麻痹症，导致半身瘫痪。1913年，他在密歇根大学获得工程学学士学位，后改学心理学，于1916年获得硕士学位。1918年，他在威斯康辛大学获得心理学哲学博士学位。其后他留在威斯康辛大学长期任教，逐步升任心理学教授兼实验室主任。1929年，他应聘成为耶鲁大学教授。
赫尔早期曾长期研究催眠，后在1927年接触到巴甫洛夫的条件反射理论后，对其发生了兴趣。不久以后，他提出一套新的行为理论，他把学习定律加以数量化，坚持和发展严格客观的行为主义途径，这一学习理论在20世纪中叶是最占优势、影响最大的心理学学说之一。
赫尔于1935年当选为美国心理学会主席，次年当选美国科学院院士。1952年，他因心脏病病逝于康涅狄格州纽黑文。